# Cordia perrottetii
Cordia perrottetii är en strävbladig växtart som beskrevs av Robert Wight och A. Dc.. Cordia perrottetii ingår i släktet Cordia, och familjen strävbladiga växter. Inga underarter finns listade i Catalogue of Life.